# Abell 12
Abell 12 est une nébuleuse planétaire située dans la constellation d'Orion. Elle est connue comme la « nébuleuse planétaire cachée » en raison de la proximité immédiate de l'étoile Mu Orionis, la rendant difficile à observer.